# Embu (Kenya)
Pour les articles homonymes, voir Embu (homonymie).
Embu est le chef-lieu de la province orientale du Kenya, à quelques dizaines de kilomètres au sud de l'équateur et à 120 kilomètres au nord-est de Nairobi. Embu est située sur la rivière Ruvingaci et le versant sud-est du mont Kenya, à 1 350 mètres d'altitude, et s'étend sur une dizaine de kilomètres. Elle a été fondée en 1906 par des colons britanniques. L'éthnie dominante est la tribu Embu. La ville est réputée pour ses jacarandas. Elle possède une petite piste d'atterrissage à 7 kilomètres au sud-est du centre.

## Religion
Embu est le siège d'un évêché catholique créé le 9 juin 1986.